# Pflanzenasche
Pflanzenasche ist ein bei der Verbrennung von vor der Ernte chemisch unbehandelter Biomasse (Rinde, Hackgut, Sägespäne, Stückholz, Ganzpflanzen, Stroh, Gräser, sonstige biogene Reststoffe aus der Land- und Forstwirtschaft, Garten- und Grünflächenbereich beziehungsweise aus der Nahrungsmittelproduktion) zurückbleibender Bestandteil.
Keinesfalls ist die Asche aus Rest- und Altholzverbrennungsanlagen als Pflanzenasche zu bezeichnen.

## Ökologische Bedeutung der Pflanzenaschen
Pflanzenaschen aus Biomassefeuerungen sind wertvolle Sekundärrohstoffe für die Land- und Forstwirtschaft. Aufgrund ihres Nährstoffgehalts, der Boden verbessernden Wirkungen und im Sinne des ökologischen Prinzips geschlossener Produktionskreisläufe können und sollen Pflanzenaschen zum Schutze der Böden und der Umwelt in die natürlichen Kreisläufe rückgeführt werden. Die Rückführung der Nährstoffe hat in den letzten Jahren umso mehr an Bedeutung gewonnen, als zum einen immer größere Aschenmengen anfallen und zum anderen die natürlichen Ressourcen für die Düngemittelproduktion ständig knapper werden.

### Aschenanfall
Bei der Biomasseverbrennung entstehen beachtenswerte Mengen an Pflanzenasche, die in die Land- und Forstwirtschaft rückgebracht werden sollten. Die Werte der nachfolgenden Tabelle sind immer auf die Trockensubstanz bezogen, also auf ganz trockenes Material.
| Brennstoff                        | Aschegehalt [Gew.-% TS] | [MJ/kg] Hu (TS) |
| --------------------------------- | ----------------------- | --------------- |
| Rinde                             | 5 – 8                   |                 |
| Waldhackgut von der Ganzbaumernte | 2 – 3,5                 |                 |
| Waldhackgut vom Schlagabraum      | 5 – 11                  |                 |
| Hackgut mit Rinde                 | 1 – 2,5                 |                 |
| Hackgut ohne Rinde                | 0,8 – 1,4               |                 |
| Späne                             | 0,5 – 1,1               |                 |
| Holzpellets aus Späne             | 0,6 – 2                 |                 |
| Fichtenholz (ohne Rinde)          | 0,4                     | 18,0            |
| Buchenholz (ohne Rinde)           | 0,5                     | 17,3            |
| Laubholz (ohne Rinde)             | 0,6                     | 16,9            |
| Stroh- und Ganzpflanzen           | 4 – 10                  |                 |
| Stroh sauber                      | 2 – 6                   |                 |

### Chemische Zusammensetzung der Aschen
Die chemische Zusammensetzung der Pflanzenaschen zeigt, dass wesentliche wertvolle Bestandteile darin enthalten sind, die als Rohstoff den folgenden nachwachsenden Pflanzen sonst fehlen. Dies sind insbesondere Phosphor bzw. Kalium, wie aus nachstehender Tabelle zu entnehmen ist.
| Gehalte in verschiedenen Aschen [% TM]        | P2O5  | K2O    | CaO     |
| --------------------------------------------- | ----- | ------ | ------- |
| Rindenasche                                   | 2 – 4 | 5      | 40      |
| Waldhackgutasche vom Wipfel der Ganzbaumernte | 5 – 8 | 8 – 15 | 20 – 35 |
| Hackgutasche                                  | 4     | 7      | 45      |
| Sägespäneasche                                | 3     | 7      | 35      |
| Strohasche                                    | 3     | 12     | 7       |
| Ganzpflanzenasche (Stroh mit Frucht)          | 12    | 18     | 6       |

## Derzeitige Nutzung der Pflanzenaschen
Wegen derzeitiger ungenügender Richtlinien können Pflanzenaschen zurzeit nur teilweise genutzt werden. Ein Zusatz zum Kompost ist gestattet, aber die darin einsetzbare Menge ist zu gering, um die Pflanzenaschen aus Biomasseheizwerken und Biomasseheizkraftwerken zu nutzen.
In Österreich wird deshalb an einer Richtlinie geschrieben, die insbesondere die Möglichkeit gibt, Pflanzenaschen im Wald einzusetzen.
Rostaschen aus Biomasseverbrennungsanlagen würden sich ganz besonders gut zum Bau von Forststraßen eignen, werden aber eben mangels Richtlinie und mangels Aufklärung der Waldbesitzer nicht eingesetzt.